# Llau de la Coma del Torn
La llau de la Coma del Torn és una llau del terme de Llimiana, que va a abocar-se en el barranc de Barcedana dins del terme de Gavet de la Conca (antic terme d'Aransís), tots del Pallars Jussà.
Es forma al nord-oest del Tossal de Mirapallars, des d'on davalla cap al nord-nord-est, fins que s'aboca en el barranc de Barcedana al sud de la Masia de la Colomera, dins del terme de Gavet de la Conca.